# Посемье
Посе́мье — историческая область в бассейне реки Сейм (Семь). Часть зоны расселения восточнославянского племенного союза северян. С конца X века в составе Киевской Руси, Черниговского и Новгород-Северского княжеств, с конца XIV века — в составе Великого княжества Литовского. Древнейшие города региона — Курск и Рыльск.

## История
Возникновение хоронима Посемье учёные относят к периоду со II по X век. Применительно к племенному образованию в составе объединения северян он стал употребляться около середины X века. По отношению к жителям Посемья использовался катойконим семичи или семцы. Впервые Посемье упоминается в Ипатьевской летописи под 1146 годом. В древнерусское время термин Посемье использовался параллельно термину Курское княжение. После 1185 года он более не встречается в источниках.
Регион Посемья был покорен Киевской Русью в конце X — начале XI века, скорее всего, в 990-х годах, во время восточных походов Владимира Святославича. Все роменские городища Посемья погибли в пожарах. По археологическим данным, в ходе «окняжения» число населённых пунктов в регионе наполовину сократилось. В изданных И. И. Срезневским «Сказаниях о святых Борисе и Глебе» поход князя Бориса Владимировича в 1015 году заканчивается умиротворением («оумиривъ грады») северянских городов, среди которых были и роменские городища в Посемье (Жерновец, Липина).

## Состав и границы
В раннеславянский период племенными центрами Посемья выступали нынешние городища: Большое Горнальское, Курское, Рыльское и, возможно, Старый Город. Помимо Курска и Рыльска, к городам Посемья традиционно относят Путивль. Некоторые исследователи относили к их числу также Глухов, Вырь и другие города.
Согласно наблюдениям А. К. Зайцева, летописи не включают Путивль и Вырь в состав Посемья. Для обозначения собственно летописного региона учёный использует термин Курское Посемье, проводя его западную границу между Путивлем и Рыльском. Таким образом, древнерусское Посемье не занимало весь бассейн Сейма, однако в его состав входила местность в верхнем течении Псла. Эту точку зрения поддерживают и другие современные историки. Существует мнение, что крайним западным городом Посемья был не Рыльск, а Ольгов.